# 地下侵食
地下侵食（ちかしんしょく）とは、地中において水・空気などが、岩石・土粒子などに作用して、その一部分をもとの位置から移動させ、あるいは運び去る現象をいう。
広い意味では、地中における岩石の風化過程（溶解、炭酸化作用など）に伴う科学的な物質の移動もこの現象に含まれ、またこの問題と山地の荒廃予測を結びつける研究も行なわれているが、一般には狭い意味で水が地表面化を流動する際に、その通路部分の土粒子を移動させ、土層の物理的性質を変化させるような現象を主な対象である。

## 地下侵食による影響
地下侵食は様々な影響を及ぼす。
1. ダム・締切りなどの基礎地盤の破壊
2. アースダム・堤防など人工のり面の破壊
3. 地すべり・山崩れなど自然斜面の破壊
4. 人工および自然的原因による地盤の沈下力陥没

## 地下侵食を受けた代表地
鹿児島県や宮崎県などの九州南部のシラス地帯は、地下侵食が大規模に発達した結果として大陥没地が多数点在している。